# 246 a. C.
El año 246 a. C. fue un año del calendario romano prejuliano. En el Imperio romano se conocía como el año 508 ab urbe condita.

## Acontecimientos
- Consulados de Manio Otacilio Craso, cos. II, y Marco Fabio Licino en la Antigua Roma.[1]
- Ptolomeo III conquista Antioquía, causando una confusión en el Imperio seléucida que es aprovechada por Partia para declararse independiente.
- Con Amílcar Barca desgastando a los romanos en Sicilia, estos, por suscripción privada, construyen otra flota con el propósito de recuperar el control del mar.
- En Roma, el número de pretores se incrementa de uno a dos. El segundo pretor es nombrado para aliviar la carga de trabajo judicial y dar a la República un magistrado con imperium que pueda reclutar un ejército en caso de emergencia cuando los dos cónsules estén luchando una guerra lejos.
- Seleuco II Calínico asciende al trono seléucida tras la muerte de su padre Antíoco II Teos.

## Fallecimientos
- Ptolomeo II, rey de Egipto.
- Antíoco II Teos, tercer rey seléucida.